# FC Spaeri
El Football Club Spaeri (en georgiano: საფეხბურთო კლუბი სპაერი) es un equipo de fútbol con sede en Tiflis. El club compite en la Erovnuli Liga 2, segunda división del fútbol georgiano, siendo junto con el FC Gagra uno de los dos únicos clubes que han ganado la copa nacional militando fuera de la máxima categoría nacional.

## Historia
El club fue fundado en 2017 por cinco miembros del Servicio Especial de Protección Estatal de Georgia, la guardia presidencial del país. En sus inicios el equipo estaba conformado principalmente por hombres pertenecientes al cuerpo gubernamental, quienes participaban en la liga local de la capital, último nivel de competencia nacional. En 2018 se integraron en la Regionuli Liga. En 2019 ganaron la Liga 4, consiguiendo de esa manera su ascenso al tercer nivel del fútbol georgiano. En 2021 el Spaeri obtuvo a la  el ascenso a la Erovnuli Liga 2, categoría en la que permanece desde ese año, aunque el equipo logró disputar los play-offs de ascenso a la máxima categoría en 2022 y 2023.
El 5 de diciembre de 2024 el Spaeri consiguió su máximo logro hasta el momento al proclamarse campeón de la Copa de Georgia. El equipo derrotó por 5-4 en penales al Dinamo Tbilisi, tras igualar a dos goles durante el tiempo reglamentario y la prórroga, logrando una de las sopresas de la temporada en el fútbol europeo. Tras su victoria en la copa el equipo recibió la licencia UEFA para participar en competiciones europeas, por lo que debutará en la segunda ronda de la Liga Conferencia de la UEFA en la temporada 2025-26. Siendo el único club participante de una segunda división europea que tomará parte de una competición continental durante ese ciclo futbolístico.

## Palmarés
- Copa de Georgia: 1

2024
- Liga 3 1

2021
- Liga 4: 1

2019
- Liga Abierta de Tiflis: 1

2017

## Participación en competiciones de la UEFA
| Temporada | Torneo                 | Ronda             | Club             | Casa | Visita | Global |
| --------- | ---------------------- | ----------------- | ---------------- | ---- | ------ | ------ |
| 2025–26   | UEFA Conference League | 2° Clasificatoria | FK Austria Viena | 0–2  | 0–5    | 0–7    |